# 柳林 (1918年)
柳林（1918年7月—2000年），原名刘继森，男，山东文登人，中华人民共和国政治人物，曾任中共南京市委书记、江苏省人民政府副省长。